# Gorući grm
Gorući grm u Bibliji spominje se Knjizi Izlaska 3,1–6.
Bog se prema Bibliji, javio Mojsiju u vatri koja je razgarala jedan grm, ne sagorijevajući ga, i govorio mu. Ne treba zamišljati kako je Mojsije vidio Boga vlastitim očima i čuo ga vlastitim ušima. To je način da se kaže kako je Mojsije, za viđenja, ekstaze, osjetio u sebi prisutnost Boga koji mu je izrazio povjerenje i zadužio ga za poslanje. 
Kad Mojsije želi saznati Božje ime, što mu je potrebno da bi govorio o njemu, Bog odgovara: „Ja sam koji jesam.“ Riječ je o svetom tetragramu „JHVH“ koji se obično izgovara „Jahve.“ 
Smisao je teksta učiniti ime „Jahve“ presudnim Božjim imenom u Izraelu, a to je postignuto u prvom redu time što je tekst povijesno smješten na početak nastajanja Izraela kao naroda i sklapanja Saveza. 

## Pokušaji tumačenja „gorućeg grma“
Prema jednom tumačenju pomišlja se na rutvicu, jer lišće te biljke izlučuje hlapljiva, lako zapaljiva ulja, ali tome proturiječi to što ta biljka ne raste u pustinji. Pri paljenju toga ulja grm uistinu ne sagorijeva, ali se u hipu ugasi.
Drugo se tumačenje odnosi na na plamen električne svjetlosti – električni plamen stršećih oštrih predmeta zbog visokog atmosferskog tlaka.
Pitanje o prirodnim pojavama međutim trebalo bi biti izlišno utoliko ako se promisli zašto Biblija, govoreći o Božjim objavama, s osobitom ljubavlju spominje svjetlo, vatru, munju i grom. To su slikoviti izražajni oblici koji trebaju upućivati na neshvatljivu Božju nazočnost. 

## „Viđenje“ i proročka riječ (marijansko shvaćanje)
.
Mojsije u susretu s Bogom „vidi“ mar'eh gādōl, tj. „veliko ukazanje“: gorući trnov grm koji ipak ne sagorijeva. Vatra se ne izjednačava sa samim Jahvom, nego Jahve Mojsija „iz grma zovne.“ Mojsije dakle čuje Jahvu, ali ne vidi njega, nego rasplamtjelu vatru u kojoj se Jahve skriva. Crkveni oci i pisci kršćanskih himana vidjeli su u trnovom grmu podsjećanje na Djevicu Mariju.
Za srednjovjekovnu je Crkvu grm koji gori, a dogorjeti ne može, bio znamen Djevice Marije koja jest rodila Krista, ali joj je djevičanstvo ostalo netaknutim.

## Simbol vatre i njezina pojava u Starom i Novom zavjetu
U Starom zavjetu vatra je uz svoju svakidašnju uporabu (domaćinstvo, obrt i rat) i u kultu (paljenice, prinosnice) imala posebno značenje kao motiv Boga koji se objavljuje. Kod teofanije vatra simbolizira nepribliživost Jahvinoj svetosti: vatreni plamen pred Abrahamom (Post 15, 7), vatra u gorućem grmu pred Mojsijem (Izl 3, 2), vatra i munje na Sinaju (Izl 19; Pnz 4-5), vatreni sjaj pri Ezekielovu pozivu (Ez 1). Kao znak Božanskog gnjeva i kaznenog suda vatra uništava Sodomu i Gomoru (Post 19, 24), vatra je sedmo egipatsko zlo (Izl 9, 24), vatra pripada tematici proročkog propovijedanja suda (Am 1; sud ognjem), vatra donosi svim Jahvinim neprijateljima eshatološko uništenje (Iz 66, 15s; Ez 38, 12), a tjelesima otpalim od Jahve vječnu muku (Iz 66, 24). Kao znak naklone Božje blizine vatreni stup vodi Izraelce na putovanje kroz pustinju (Izl 13, 21), vatra potvrđuje milosno prihvaćanje neke žrtve ( Suci 6, 21; 1 Kr 18, 38), ognjeni konji pomažu u ratu (2 Kr 6, 17), vatra služi kao vozilo prilikom uzimanja u nebo (2 Kr 2, 11).
Židovstvo ističe vatru kao eshatološki kazneni sud i pretvara prvotno mračni Šeol sve više u vatreni pakao. Od 2. st. po Kr. vatri Gehene priznaje se funkcije ispaštanja i čišćenja (čistilište).
Novi zavjet poznaje kao i Stari zavjet vatru kod teofanija: pred Damaskom Pavla obasjava svjetlost s neba (Dj 9, 3); Ivan gleda u svojoj pozivnoj viziji Krista unutar simbola vatre i svjetla. Kao znak eshatološkog suda vatra se susreće u propovijedanju Ivana Krstitelja (Mt 3, 10), u Isusovim riječima (Mk 9,43–48), u tumačenju usporedbe prazajednice (Mt 13, 42), te u slici sumpornog vatrenog jezera (Otk 19, 2). Riječ „čistilište“ u 1Kor 3,13 jedva da podrazumijeva „čistilište“ u dogmatskom smislu, nego opisuje poslovično poteškoću spasenja na posljednjem sudu. Kao simbol nebeske veličanstvenosti vatreni jezici na Duhove označuju podrijetlo Duha.

## Poveznice
- Samostan Svete Katarine na Sinaju